# ایوان اندرسون
ایوان اندرسون (سیریلیک صربی: Ивон Андерсон، آوانگاری: Ivon Anderson؛ زادهٔ ۸ مارس ۱۹۹۰) بازیکن بسکتبال اهل ایالات متحده آمریکا است.
وی در مسابقات کشوری و بین‌المللی در مجموع برندهٔ ۱ مدال طلا شده‌است.